# Drahouš
Drahouš (Duits: Drahuschen) is een Tsjechische gemeente in de regio Midden-Bohemen en maakt deel uit van het district Rakovník, 18 km ten oosten van de stad Rakovník.
Drahouš telt 81 inwoners.

## Geografie
De gemeente Drahouš bestaat uit de volgende plaatsen:
- Drahouš
- Sint-Hubert
- Tlestky

## Geschiedenis
Drahouš werd voor het eerst vermeld in 1404 als Drahuss. De naam is waarschijnlijk afgeleid van de Oud-Tsjechische persoonsnaam Drahúš.

## Verkeer en vervoer

### Wegen
Drahouš wordt ontsloten door een lokale weg. Tlestky wordt doorkruist door de weg I/27 Pilsen - Kralovice - Tlestky - Žatec - Most.

### Spoorlijnen
Drahouš heeft geen station. Het dichtstbijzijnde station is Jesenice, op 1,5 km afstand. Jesenice ligt aan de lijn Rakovník - Bečov nad Teplou.

### Buslijnen
Drahouš wordt bediend door een buslijn van LEXTRANS die het dorp verbindt met Čistá en Jesenice.
Op werkdagen rijden er 4 ritten per dag in beide richtingen; in het weekend rijdt er geen bus.

## Bezienswaardigheden

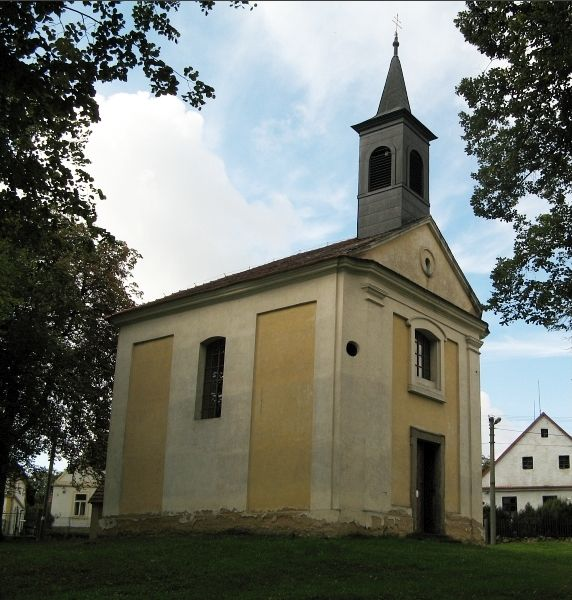
Johannes van Nepomukkapel

- Hradiště u Smrku, de plaats waar van de 13e tot 15e eeuw een vesting stond[3]
- De Johannes van Nepomukkapel op het dorpsplein
- Het beschermde natuurpark Bronnen van Javornice
- Jachtkasteel in Sint-Hubert

## Galerij

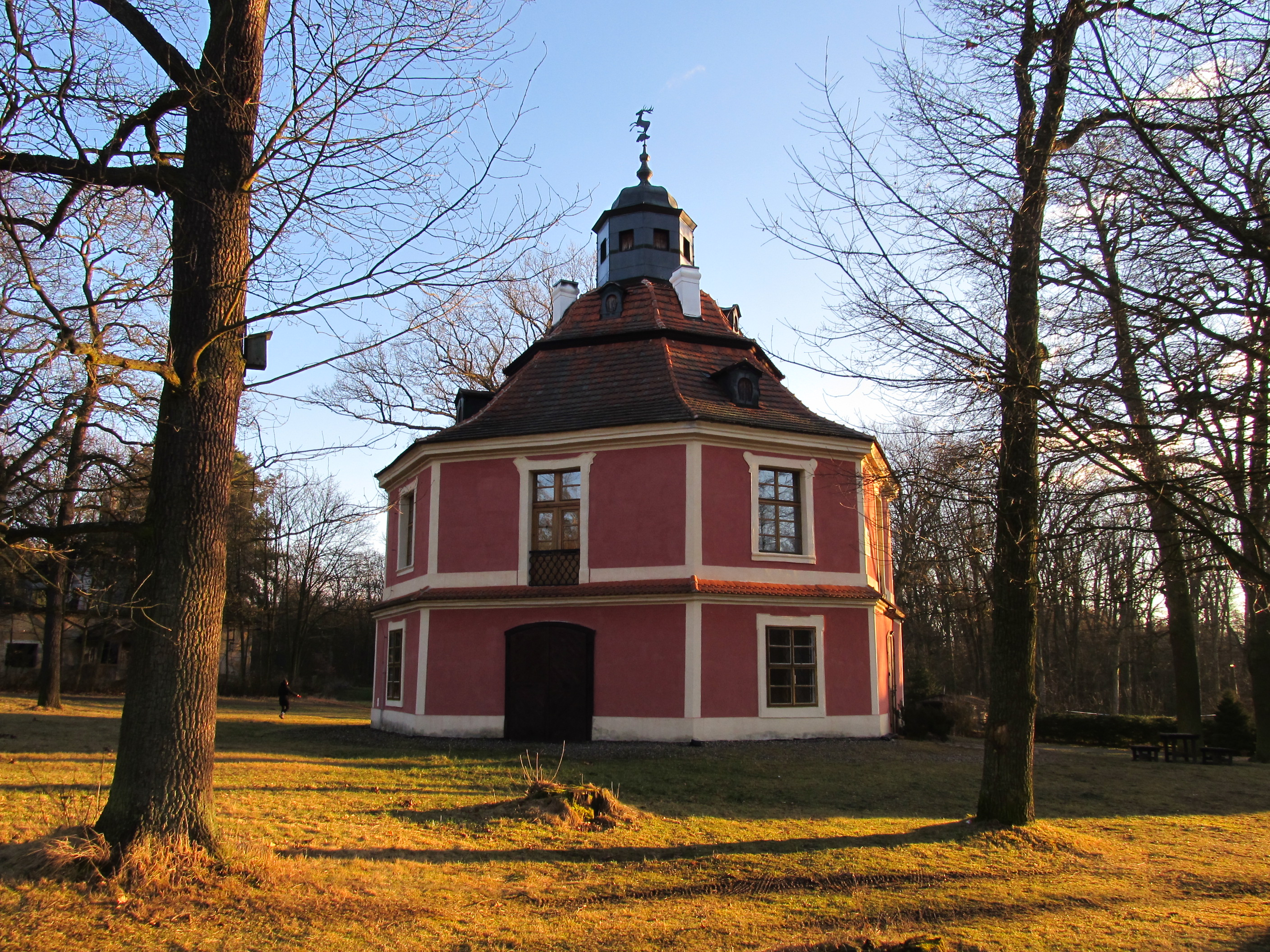
Jachtkasteel in Sint-Hubert
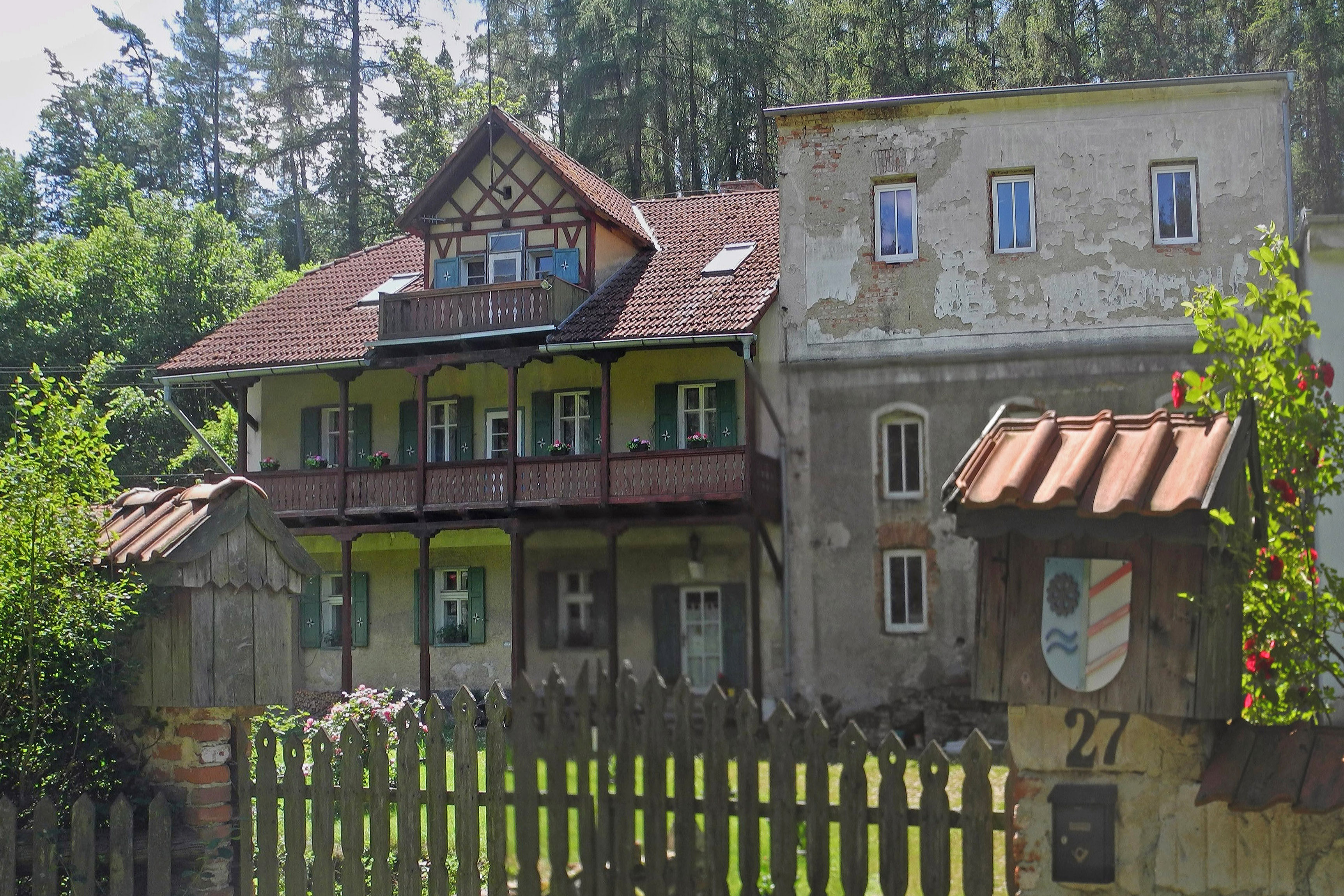
Voormalige molen (thans een woonhuis)
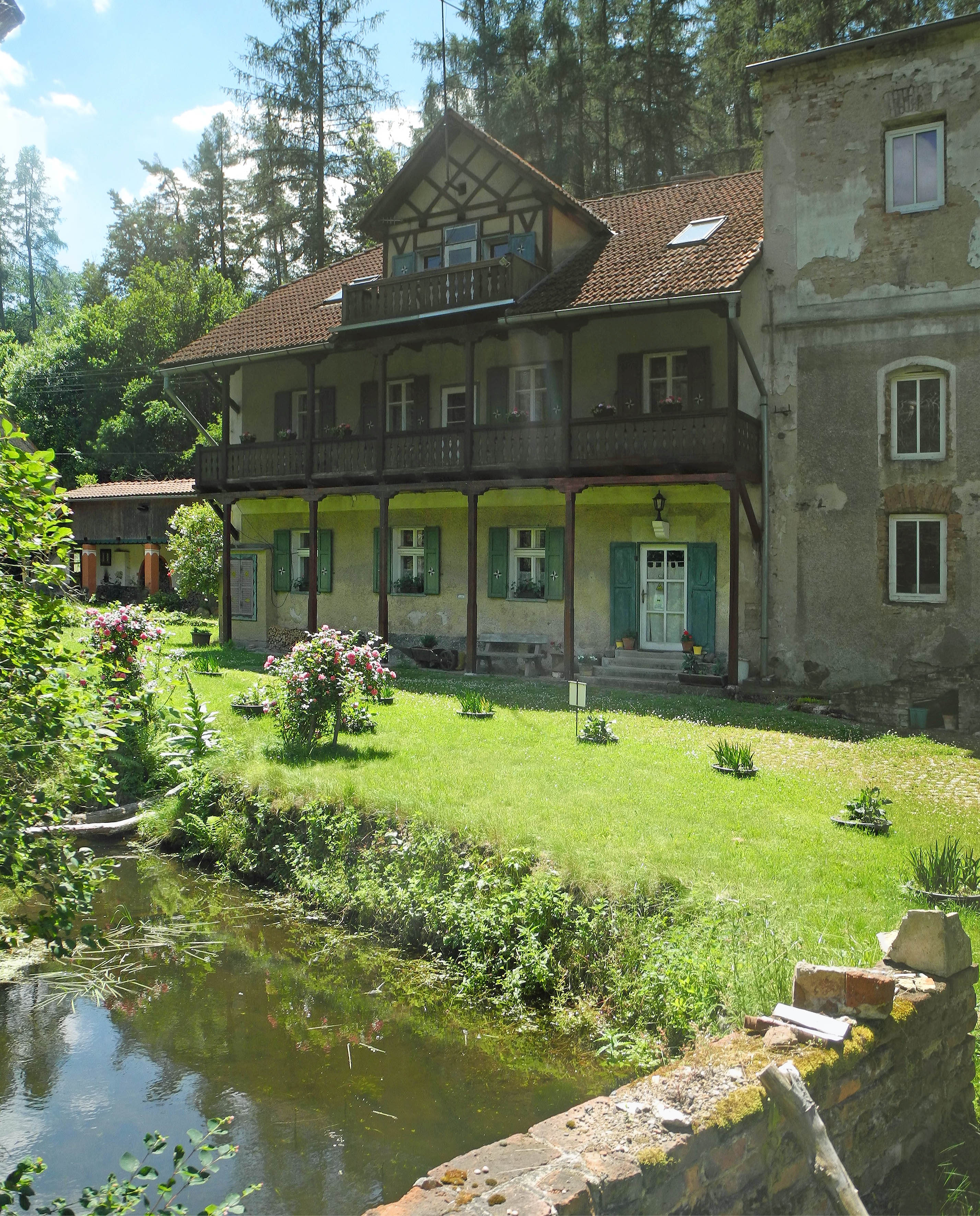
Voormalige molen (thans een woonhuis)
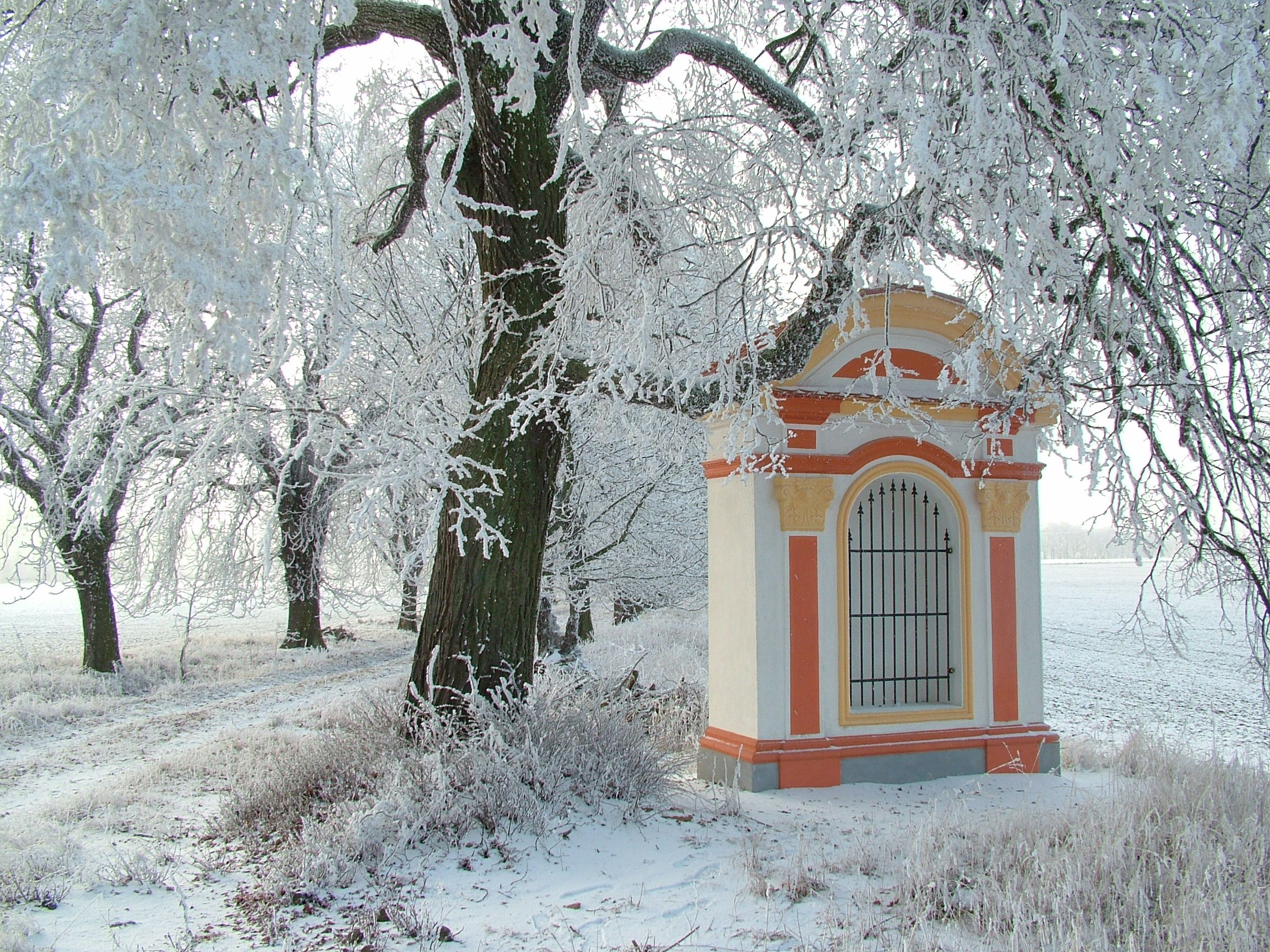
Onze-Lieve-Vrouwe van Altöttingenkapel in Plávec
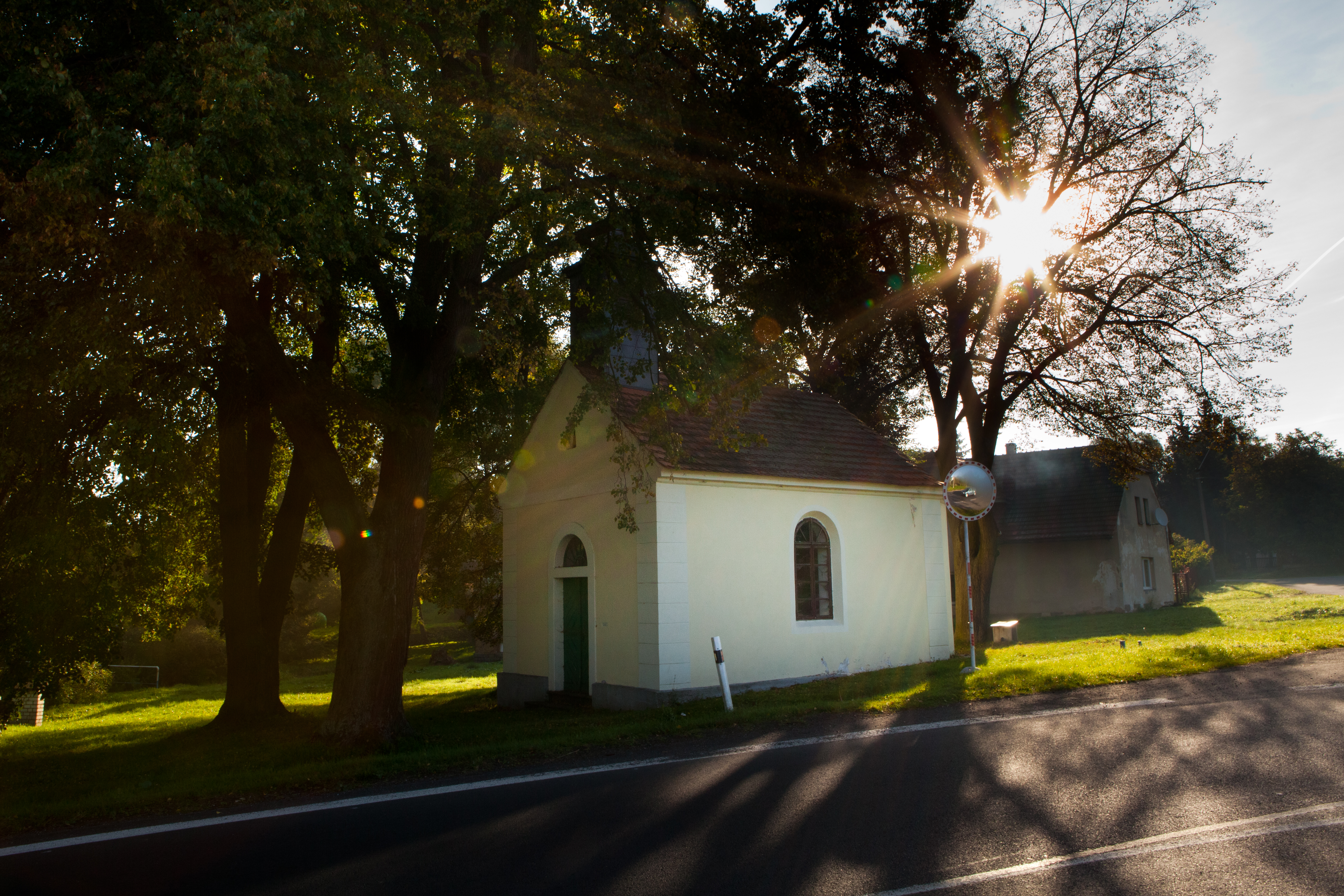
Mariakapel